# 丹尼尔·沃兹尼亚克
丹尼尔·沃兹尼亚克（波蘭語：Daniel Wozniak），波兰残奥会运动员，主要参加T12级别短跑比赛。沃兹尼亚克自2000年起共参加了三届残奥会的短跑比赛。2000年，他参加了该届残奥会全部三项短跑比赛，获400米银牌；2004年，他再次参加了全部三项短跑比赛，但未获奖牌。2008年，他参加了200米和400米比赛，仍旧未获奖牌。